# Wladyslawa Wolowska Mussi
Wladyslawa Wolowska Mussi (São José dos Pinhais, 11 de agosto de 1910 – Florianópolis, 14 de julho de 2012) foi uma médica brasileira.

## Biografia
Descendente de poloneses, nasceu na Colônia Murici, em São José dos Pinhais, e formou-se em medicina na Universidade Federal do Paraná. Wladyslawa Wolowska foi a primeira mulher a exercer a profissão de médica em Santa Catarina. Foi casada com o médico e político Antônio Dib Mussi, com quem teve três filhos.
Foi titular da cadeira 9 da Academia de Medicina de Santa Catarina. Foi a primeira médica voluntária da Rede Feminina de Combate ao Câncer de Florianópolis. Recebeu o título de cidadã-honorária de Florianópolis.